# Laguna Rosa Torrevieja
Laguna Rosa impreuna cu Laguna de la Mata formeaza parcul natural al Torrevieja, creand  astfel o atractie turistica suplimentara in zona.
Laguna Rosa, dupa cum indica si numele, are culoarea roz care o face o atractie speciala predominant vara. Atunci, crevetii (Artemia salina) si alga Dunadiella Salina incep procesul de imultire in mediul bacteriei roz Halobacterium. 
Localnicii o denumesc Marea Moarta a Spaniei deoarece concentratia de sare este de aproximativ 300 gr/l. Marea Moarta are o concentratie de 330 gr/l
Recunoasterea proprietatilor acestui loc special a fost in 1972 cand, a devenit parc natural. Dar inainte de aceasta, cele doua lagune erau unite intr-o singura salina, primul document oficial in care este mentionata extractia de sare fiind datat 11 ianuarie 1273 . 
Desi scaldatul nu este amenajat, firma care administreaza exploatarea de sare permite turistilor sa se bucure de beneficiile aduse sanatatii de catre Laguna Rosa. Aurul negru al lagunei este considerat namolul, care datorita compozitiei de minerale ajuta eliminarea toxinelor limfatice, stimularea cicatrizarii, recuperarea fracturilor, amelioarea romatismului etc.
Daca va decideti ca merita sa faceti o vizita, luati in considerare ca datorita vegetatiei specifice, nu exista umbra. Si, va recomand sa luati un bidon de apa intrucat in zona nu exista sursa de apa dulce.
Cel mai frumos moment pentru o incursiune in Laguna Rosa este sfarsitul verii. In August, pasarile flamingo poposesc si sa hranesc cu microscopicii creveti roz, iar culoarea lor se intensifica.